# Robert M. Laughlin
Robert M. Laughlin (Princeton (New Jersey) 1934 - 28 mei 2020) was een Amerikaanse antropoloog die was gespecialiseerd in Meso-Amerikaanse etnologie. 
In 1961 slaagde hij cum laude in Engels aan de Princeton University. In 1961 behaalde hij zijn Master of Arts in de antropologie aan de Harvard University. In 1963 behaalde hij een Ph.D. in de antropologie aan dezelfde universiteit. 
Vanaf 1960 was Laughlin verbonden aan het National Museum of Natural History (Smithsonian Institution), aanvankelijk aan het Bureau of American Ethnology en later aan het Department of Anthropology. 
Laughlin deed onderzoek naar moderne en koloniale Tzotzil lexicografie en Tzotzil oral history, dromen, wereldbeelden, gebeden, etnobotanie en geschiedenis. Laughlin verrichtte veldwerk met betrekking tot de Mazateken in de Mexicaanse staten Oaxaca en Veracruz. Met betrekking tot de Tzotzil en de Tzeltal verrichtte hij veldwerk in Chiapas. 
In 1983 was Laughlin betrokken bij de oprichting van Sna Jtz'ibajom (= 'het huis van de schrijver'), een collectief van Tzotzil-Tzeltal schrijvers die taalcursussen geven, tweetalige boeken publiceren en door hun Lo'il Maxil ('na-aaptheater') oude overtuigingen doet herleven en zich bezighoudt met huidige en vroegere economische, sociale en politieke problemen van de Maya's. 
Laughlin was erelid van de Maya Educational Foundation. In 2002 ontving hij de Premio Chiapas in Science. In 2004 ontving hij de PEN Gregory Kolovakos Award voor het vertalen van Latijns-Amerikaanse literatuur naar het Engels.  
Werk van Laughlin verscheen in het Tzotzil, het Spaans en het Engels. Hij was de auteur van acht boeken en meer dan vijftig artikelen in tijdschriften. In 1975 verscheen The great Tzotzil dictionary of San Lorenzo Zinacantán, een Totzil woordenboek met meer dan 30.000 verklaarde woorden. Samen met  John B. Haviland publiceerde Laughlin The great Tzotzil dictionary of Santo Domingo Zinacantán, een woordenboek dat gebruikt kan worden om Precolumbiaanse, Maya hiërogliefen te ontcijferen. Samen met Dennis Breedlove publiceerde hij in 1993 The Flowering of Man: a Tzotzil Botany of Zinacantán, een etnobotanische flora met daarin beschrijvingen van planten en hun betekenis voor de Tzotzil. In 2000 verscheen van dit boek een ingekorte versie. Laughlin maakte een handgemaakt boek, Mayan Hearts en de Spaanstalige versie daarvan, El diccionario del corazón (2002). Het boek behandelt een liefdesgeschiedenis waarbij hij gebruikmaakte van zestiende-eeuwse hartmetaforen. Het Mexicaanse ministerie van onderwijs drukte een paperback van de Spaanstalige versie en verzond deze naar de bibliotheken van alle middelbare scholen in Mexico. Carol Karasik maakte een selectie van Laughlins gepubliceerde collectie van verhalen en dromen voor The people of the bat: Mayan tales and dreams from Zinacantán dat in 1988 verscheen. In 1996 verscheen hiervan een herdruk onder de titel Zinacantán: Dreams and stories from The People of the Bat.
Hij overleed op 86-jarige leeftijd aan het coronavirus.